# Josef Král (matematik)
Josef Král (23. prosince 1931 Dolní Bučice – 13. května 2006) byl český matematik.

## Život a kariéra
Vystudoval gymnázium v Čáslavi (1950) a Matematicko-fyzikální fakultu UK v Praze, kde se stal po jejím absolvování roku 1954 asistentem katedry matematiky a později i jejím vědeckým aspirantem. Od roku 1965 působil jako vědecký pracovník Matematického ústavu ČSAV a od r. 1980 vedoucím oddělení metod matematické fyziky tamtéž. V r. 1990 byl jmenován profesorem pro obor matematická analýza na MFF UK Praha. Jeho angažmá zahrnovalo i členství v odborných komisích a přednáškové pobyty v USA, Brazílii a Francii. 
Jeho celoživotní specializací byla teorie potenciálu a stal se i autorem vysokoškolských skript.
Zemřel 13. května 2006 a poslední rozloučení se konalo 24. toho měsíce v kostele sv. Václava v Pečkách.

## Dílo (výběr)
- KRÁL - NETUKA - VESELÝ: Teorie potenciálu I–IV. Praha, SPN 1976–1977